# Risto Isomäki

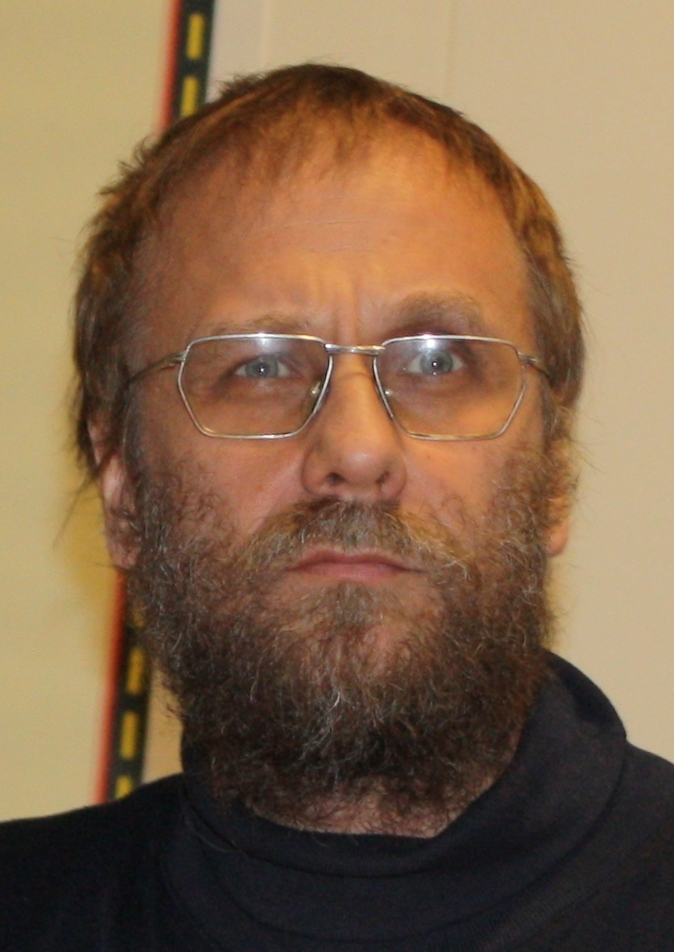
Risto Isomäki, 2009.

Risto Isomäki (* 8. Juni 1961 in Turku) ist ein finnischer Schriftsteller, Wissenschaftsredakteur und Umweltaktivist.
Sein erster ins Deutsche übersetzter Roman Sarasvatin hiekkaa (Die Schmelze) ist ein Ökothriller, der 2005 für den Finlandia-Preis nominiert wurde sowie 2006 den Tähtivaeltaja-Preis, einen finnischen Science-Fiction-Preis, und die Danke-für-das-Buch-Medaille gewann. Der Roman ist im April 2008 im Verlag Bastei-Lübbe erschienen. 2012 erschien ein weiterer Ökothriller unter dem Titel Jumalan Pikkusormi (Gottes Kleiner Finger), bei dem es um den Bau eines gewaltigen Aufwindkraftwerks in Ägypten geht – und um den militanten Widerstand der Öllobby gegen dieses Projekt. 

## Werke
- Kristalliruusu. Kurzgeschichtensammlung (1991)
- Gilgamesin Tappio. Roman (1994)
- Pimeän Pilven Ritarit. Roman (1997)
- Herääminen. Roman (2000)
- Sarasvatin hiekkaa. Roman (2005) ISBN 951-31-3422-9 – deutsch: Die Schmelze. Bastei-Lübbe 2008, ISBN 3-404-92285-9.
- Litium 6. Roman (2007) – deutsch: Ascheregen. Bastei-Lübbe 2011, ISBN 978-3-404-16560-5.
- Jumalan Pikkusormi. Roman (2009) – deutsch: Gottes Kleiner Finger. Bastei-Lübbe 2012, ISBN 978-3-404-16637-4.